# Парламентские выборы в Германии (1871)
Парламентские выборы в Германии 1871 года (нем. Reichstagswahl 1871) состоялись 3 марта 1871 года и стали первыми в истории единого германского государства выборами в общенациональный представительный орган власти — Имперское собрание (Рейхстаг) Германской империи. В выборах приняли участие 51 % от числа избирателей имеющих право голоса. В целом, сторонники политики канцлера Отто фон Бисмарка, то есть национал-либералы, свободные консерваторы, прогрессисты и старые либералы, получили явное большинство мест.
Больше всего преуспели либералы, завоевав 205 из 382 депутатских мандатов. В то же время, германские либералы были расколоты на имперских либералов (ведущие партии — Национал-либеральная и Имперская либеральная) и левых (Прогрессистская и Народная партии). Вторыми по популярности стали консерваторы (ведущие партии — Консервативная и Имперская) — 95 мандатов. Одним из наиболее важных законов, принятых Рейхстагом первого созыва, был Закон Микеля-Ласкера, который расширил законодательные полномочия парламента, включив в него всё гражданское право.

## Избирательная система
К голосованию были допущены подданные мужского пола старше 25 лет. В выборах не принимали участия военнослужащие, а также жители Эльзас-Лотарингии (поскольку включение этой территории в состав Германии было официально закреплено позже, после подписания в мае 1871 года Франкфуртского мира с Францией). К моменту проведения голосования не была демобилизована многочисленная армия военного времени, созданная в связи с Франко-прусской войной. В результате общее число избирателей составило лишь 7,65 млн человек — 19,4 % населения империи.
Выборы проводились по мажоритарной системе в 382 округах. Для избрания требовалось набрать абсолютное большинство голосов. В случае, если победитель не получал абсолютного большинства, проводился второй тур между двумя кандидатами, набравшими больше всего голосов.

## Результаты выборов
Наибольшую поддержку избирателей получили кандидаты от Национал-либеральной партии, за которых было подано 1,171 млн голосов (30,1 %). Партия получила 119 мандатов. Второе место заняла католическая Партия центра (724 тыс. голосов, 18,6 %, 60 мандатов). Третье — Немецкая консервативная партия (549 тыс. голосов, 14,1 %, 53 мандата). В общей сложности в парламент прошли представители 14 различных политических групп. Помимо общенациональных партий, в голосовании принимали участие политические объединения регионов и национальных меньшинств. 7 мест получили сторонники свергнутой в 1866 ганноверской династии Вельфов; 13 — представители польского меньшинства, 1 — датского.
Итоги выборов в Рейхстаг Германской империи 3 марта 1871 года
| Партии                                     | Партии                                         | Партии                                                     | Партии                                          | Лидер                      | Голоса    | Голоса | Голоса | Места | Места |
| Партии                                     | Партии                                         | Партии                                                     | Партии                                          | Лидер                      | #         | %      | +/−    | Места | +/−   |
| ------------------------------------------ | ---------------------------------------------- | ---------------------------------------------------------- | ----------------------------------------------- | -------------------------- | --------- | ------ | ------ | ----- | ----- |
|                                            |                                                | Национал-либеральная партия                                | нем. Nationalliberale Partei, NLP               | Рудольф фон Беннигсен      | 1 125 942 | 29,0   | ▲5,7   | 117   | ▲13   |
|                                            | Имперская либеральная партия                   | нем. Liberale Reichspartei, LRP                            | Хлодвиг Гогенлоэ                                | 274 068                    | 7,1       | новая  | 33     | новая |       |
| Все имперские либералы                     | Все имперские либералы                         | Все имперские либералы                                     | Все имперские либералы                          | Все имперские либералы     | 1 400 010 | 36,1   | н/д    | 150   | н/д   |
|                                            |                                                | Германская прогрессистская партия                          | нем. Deutsche Fortschrittspartei, DFP           |                            | 351 209   | 8,8    | ▲1,7   | 45    | ▲16   |
|                                            | Немецкая народная партия                       | нем. Deutsche Volkspartei, DtVP                            | Леопольд Зоннеманн                              | 21 616                     | 0,6       | новая  | 1      | новая |       |
| Все левые либералы                         | Все левые либералы                             | Все левые либералы                                         | Все левые либералы                              | Все левые либералы         | 372 825   | 9,4    | н/д    | 46    | н/д   |
|                                            | Другие либералы                                | Другие либералы                                            | Другие либералы                                 | Другие либералы            | 106 771   | 2,7    | н/д    | 8     | н/д   |
| Все либералы                               | Все либералы                                   | Все либералы                                               | Все либералы                                    | Все либералы               | 1 879 606 | 48,2   | н/д    | 204   | н/д   |
|                                            |                                                | Консервативная партия                                      | нем. Konservative Partei, KP                    |                            | 524 881   | 13,5   | ▼10    | 56    | ▼7,4  |
|                                            | Немецкая имперская партия                      | нем. Deutsche Reichspartei, DRP                            | Виктор I фон Ратибор                            | 343 098                    | 8,8       | ▼0,2   | 37     | ▲1    |       |
|                                            | Другие консерваторы                            | Другие консерваторы                                        | Другие консерваторы                             | 16 354                     | 0,4       | н/д    | 1      | н/д   |       |
| Все консерваторы                           | Все консерваторы                               | Все консерваторы                                           | Все консерваторы                                | Все консерваторы           | 884 333   | 22,7   | н/д    | 94    | н/д   |
|                                            |                                                | Партия Центра                                              | нем. Deutsche Zentrumspartei, DZP               | Герман фон Маллинкродт     | 707 896   | 18,2   | новая  | 60    | новая |
|                                            | Клерикалы                                      | нем. Klerikal                                              |                                                 | 15 329                     | 0,4       | н/д    | 3      | н/д   |       |
| Все католики                               | Все католики                                   | Все католики                                               | Все католики                                    | Все католики               | 723 225   | 18,6   | н/д    | 63    | н/д   |
|                                            |                                                | Польская партия                                            | нем. Polnische Partei                           |                            | 176 342   | 4,5    | ▼1,9   | 13    | ▲2    |
|                                            | Датская партия                                 | нем. Dänische Partei                                       |                                                 | 21 143                     | 0,5       | ▼0,3   | 1      | ▬     |       |
| Все меньшинства                            | Все меньшинства                                | Все меньшинства                                            | Все меньшинства                                 | Все меньшинства            | 197 485   | 5,0    | ▼3,2   | 14    | ▲2    |
|                                            |                                                | Всеобщий германский рабочий союз                           | нем. Allgemeiner Deutscher Arbeiterverein, ADAV | Иоганн Баптист фон Швейцер | 56 117    | 1,4    | н/д    | 0     | н/д   |
|                                            | Социал-демократическая рабочая партия Германии | нем. Sozialdemokratische Arbeiterpartei Deutschlands, SDAP | Август Бебель Вильгельм Либкнехт                | 41 040                     | 1,1       | новая  | 1      | новая |       |
|                                            | Лассалевский всеобщий германский рабочий союз  | нем. Lassallsche Allgemeine Deutsche Arbeiterverein, LADAV | Фриц Менде                                      | 4770                       | 0,1       | ▬      | 0      | ▼1    |       |
| Все социалисты                             | Все социалисты                                 | Все социалисты                                             | Все социалисты                                  | Все социалисты             | 101 927   | 2,6    | н/д    | 1     | н/д   |
|                                            | Немецкая ганноверская партия                   | Немецкая ганноверская партия                               | нем. Deutsch-Hannoversche Partei, DHP           |                            | 73 470    | 1,9    | ▲0,7   | 7     | ▲3    |
|                                            | Другие                                         | Другие                                                     | Другие                                          | Другие                     | 18 490    | 0,5    | ▼1,0   | 0     | ▬     |
|                                            |                                                |                                                            |                                                 |                            |           |        |        |       |       |
| Всего                                      | Всего                                          | Всего                                                      | Всего                                           | Всего                      | 3 886 515 | 100,00 |        | 382   | ▲85   |
| Зарегистрировано/Явка                      | Зарегистрировано/Явка                          | Зарегистрировано/Явка                                      | Зарегистрировано/Явка                           | Зарегистрировано/Явка      | 7 656 283 | 51,01  | н/д    | н/д   | н/д   |
|                                            |                                                |                                                            |                                                 |                            |           |        |        |       |       |
| Источник: - Wahlen in Deutschland bis 1918 |                                                |                                                            |                                                 |                            |           |        |        |       |       |

1. ↑  Либеральные партикуляристы Шлезвиг-Гольштейна, старые либералы и независимые либералы.
2. ↑  Из них беспартийные либералы — 5 (в том числе 1 федералист-демократ и по официальной статистике причислен к социал-демократам), старые либералы — 2, либеральные партикуляристы Шлезвиг-Гольштейна — 2.
3. ↑  Независимые консерваторы и консервативные партикуляристы Саксонии.
4. ↑  Независимые консерваторы — 1.
5. ↑  Был избран один депутат от федералистов-демократов и зарегистрирован как социал-демократ по официальной статистике.

## Фракции 1-го Рейхстага
В 1-м Рейхстаге несколько депутатов не вошли во фракцию партии от которой баллотировались и остались независимыми. Численность парламентских групп на первой сессии законодательного органа:
| Национал-либералы        | 116 |
| Центристы                | 057 |
| Консерваторы             | 050 |
| Прогрессисты             | 044 |
| Свободные консерваторы   | 038 |
| Либеральные консерваторы | 029 |
| Польская фракция         | 013 |
| Независимые              | 029 |
| Вакантные мандаты        | 006 |

В дальнейшем состав отдельных менялся за счёт довыборов и перехода депутатов.